# بازنگری جامعه‌شناختی آمریکا
بازنگری جامعه‌شناسی آمریکا (انگلیسی: American Sociological Review) دوماهنامه ژورنال دانشگاهی داوری همتا با هدف پوشش کامل جنبه‌های دانش جامعه‌شناسی می‌باشد. این نشریه به واسطه انتشارات سیج منتشر شده و توسط انجمن جامعه‌شناسی آمریکا حمایت می‌شود. این مجله در سال ۱۹۳۶ شروع به کار کرد. سردبیر محله درحال حاضر عمر لیزاردو در دانشگاه کالیفرنیا، لس آنجلس و سارا مستیلو در دانشگاه نوتردام می‌باشد.